# Grad Veldenstein (Jaarsveld)
 Grad Veldenstein se je nahajal v naselju Jaarveld, južno od mesta Utrecht. Kako je izgledal grad Jaarsveld, ni znano, verjetno pa je šlo za velik grad. Skozi zgodovino je doživela več opustošenj: leta 1488-1490; leta 1511 in končno so ga leta 1673 požgali in dodobra razrušili Francozi. Razvaline prvotnega gradu so do leta 1826 popolnoma izginile. Blizu takratnih ruševin je bila leta 1843 zgrajena graščina Jaarsveld.

## Zgodovina
Grad je bil leta je prvič omenjen kot grad v Jaarveldu v listini iz leta 1384. Tega leta sta jo Gijsbreht Vianenski in Goyenski prejela v fevd od grofa Alberta Holandskega. Več kot stoletje prej je imela družina Goyenskih – v sorodu s kasnejšimi gospodi Vianenskimi – tudi gospostvo Jaarsveld. Grof je leta 1384 imenoval grad Jaarsveldski Veldenstein in omenil, da ga je dal zgraditi gospod Henrik Vianenski. Gradu je pripadalo štirinajst juter zemljišč. Istega leta je Gijsbreht dal grad v najem svojemu bratu Henriku Vianenskemu.
Gospostvo in dvor Jaarsveld sta omenjena v listinah že več stoletij prej in je povzročalo boj med holandskim grofom in utrechtskim škofom. Leta 1258 je bil dvor Jaarsveld podeljen v fevd Gijsbrehtu Goyenskemu. Leta 1305 srečamo njegovega sina Gijsbrechta Uten Goyeja. Leta 1327 je lastnik fevda Oton iz Cuyka prisiljen predati svoje posesti nizozemskemu grofu v zameno za poplačilo vseh svojih dolgov. Grof viljem III. te posesti ponovno proda in tako pride Jaarsveld v posest gospodov Vianenskih. Ti gospodje so potomci Goyenskih. Leta 1404 je Gijsbrehtov sin Janez Vianenski dobil grad v fevd. Leta 1413 ga prenese na svojega brata Henrika II., ki je vikont Utrechta in gospodar Houtena in Ameide. Ta posest prenese na sina svojega strica Janeza Vianenskega, ki grad Veldenstein in gospoščino prinese kot jutrnjo svoji ženi Neži Zuijlen. Po Janezovi smrti leta 1436 ga je nasledil sin Henrik, ki je potem 38 let gospodar Jaarsvelda. Tega leta 1474 nasledi sin vitez Janez, poročen z Elizabeto Naaldwijško.
Med vojno trsk in trnkov je grad Jaarsveld oblegal Floris Egmontski, gospodar gradu IJsselstein. Floris je prejel podporo 100 meščanov iz Schoonhovna. S pomočjo cevi, železne puške in karketen, ki so jih s konji in vozom pripeljali iz Schoonhovna, so na in skozi hišo izstrelili »12 kamnov in 24 svinčenih nabojev«. Po petdnevnem obleganju se je garnizija predala. Grad je bil v veliki meri uničen in razglašen za zaseženega, tako da je prišla v last grofa, nakar je bil Floris Egmondski, gospodar IJsselsteina, nagrajen za svojo pomoč.
Do leta 1489 je grad ostala v fevdu gospodov Vianenskih. Leta 1518 pa je Floris Egmondski grad in gospostvo kupil za 3000 guldnov. Po očetovi smrti in nakupu Jaarsvelda se je smel imenovati gospodar IJsselsteina, Sint Maartensdijka, Korrtgeneja, Kranendonka in Jaarsvelda. Bil je tudi vojaški poveljnik pod Filipom Lepim, od 1505 tudi vitez reda zlatega runa. 
Po Florisovi smrti leta 1539 Jaarsveld podeduje njegov sin Maksimilijan, ki je leta 1531 postal tudi vitez v redu zlatega runa, od leta 1540 pa je bil državni namestnik (stadtholder) v Friziji. Edina potomka hči Ana Burenska, ki je grad nasledila, je bila leta 1551 prva žena Viljema Oranskega. Po Anini smrti 1558 je Viljem Oranski Jaarsveld zastavil svojemu najstarejšemu sinu princu Filipu Viljemu, kar je bilo realizirano šele leta 1564, vendar Filip Viljem živi v Španiji, zato je upravljanje njegove premoženja najprej prevzel oče, po letu 1584 pa sestra Marija. 
Leta 1608 je grad in posest prodal trgovcu Johanu Michielszu Verlaerju, ta po šestih letih naprej svojemu svaku Simonu Alternu, ki ga nasledi sin Pieter in njegova vdova Ana Boom. Ana doživi, da Francozi uničijo grad Jaarsveld, ko ga leta 1673 požgejo in dodobra razrušijo. Grad potem več ne obnovijo. Ruševine bodo ostale še mnogo let in veliki stolp bo še dolgo služil kot zapor. Otroci Ane so ruševine in visoko svobodno gospostvo prodali za 33.600 guldnov vitezu Transisulanu Adolfu Voorstu, gospodarju Havoerena in Bergentheima ter senešalu stadtholderja Viljema III. Leta 1733 Jaarsveld deduje Kornelij de Witt. Njegov stari oče Johan de Witt je naročil zgaditi novo graščino nekaj sto metrov od nekdanjega gradu. Gradnja je potekala od leta 1759 do 1761. Nova graščina je postala središče rastišča z vrtovi, drevoredi in sadovnjaki ter tako izžarevala vzdušje podeželskega posestva. Notranjost hiše je bila sestavljena iz štirih papirnatih sob s posteljami in omarami, dveh kleti, dveh podstrešij in kuhinje. Na vrtu so bili urejeni lepi drevoredi, zasajeni z vrbami, bresti in jelšami. Na otoku, kjer je bil nekoč glavni grad, je bil nasad jablan in hrušk.
Kornelij lahko uporablja svojo novo hišo še osem let, ker umre leta 1769 in Jaarsveld podeduje njegov sin Johan de Witt. Potem si lastniki nove graščine pogosto menjajo, najprej sin Kornelij III., župan Jaarsvelda Verhagen, njegova hči Frederika, Warnadus Begram, Kornelij Mahtildus van Eeten.

## Lastnosti
Kako je bil grad videti po prvi gradnji, ki je bila dokončana leta 1384 ali pred njim, ni znano. Verjetno je bil to grad precejšnje velikosti, saj je bilo v vojni Jonker Fransen še veliko videti, preden so lahko grad zavzeli in uničili. Grad je bil obnovljen, a leta 1511 ponovno uničen. Janez Vianenski je dal grad ponovno popraviti, obnova je bila končana do 1518. Leta 1685 je urbar Leupenius naredil pogled na grad iz ptičje perspektive. Tedaj je nekaj let po uničenju gradu s strani Francozov. Na tej risbi so prikazani samo ostanki gradu. Na podlagi tega je mogoče ugotoviti, da je moral biti grad velik približno 30 krat 30 m in da je bil dostopen preko mostu čez jarek in vratarnice. Na severnem vogalu je bil stolp. Morda je bil ta stolp tisti, ki je po uničenju leta 1673 dolgo časa služil kot zapor. Dalje na vzhodnem vogalu je Leupinius zarisal temelje okroglega stolpa, ki so ga kasneje našli med izkopavanji.